# Сальків
Сальків  — колишнє село, відоме ще за часів Русі. Нині південна частина (куток) села Процева.

## З історії
Сальків згадується від часів Володимира Святославовича. Зокрема, городище Сальків було сторожовим постом, яке разом з Трипіллям контролювало підступи знизу Дніпра до Києва і захищало стольне місто від печенігів, половців та інших кочівників. 
За козаччини село Сальків належало до Воронківської сотні Переяславського полку.
у 1751 році з'является сповидній роспис Михайливський церкви
За описом Київського намісництва 1781 року в Салкові було 25 хат. За описом 1787 року в селі проживало 84 душ. Було у власності козаків і власників — полковниці Лукашевичої, бунчукового товариша Сулими.
Є на мапі 1787 року.
З XIX ст. Сальків було у складі Вороньківської волості Переяславського повіту Полтавської губернії.
Найбільш близька до нас по часу мапа це РККА 1941 року